# 吉陽鄉
吉阳乡，划于建安五年，即公元200年，其因在吉水以北而得名，治所在今江西永丰县古县乡。隋代开皇十年（590年）时吉阳乡被废，所治区域并入庐陵县。